# کونیگشتتن
کونیگشتتن (به آلمانی: Königstetten) یک منطقهٔ مسکونی در اتریش است که در ناحیه تولن واقع شده‌است. کونیگشتتن ۱۳٫۰۴ کیلومتر مربع مساحت دارد ۱۸۱ متر بالاتر از سطح دریا واقع شده‌است.